# Poncas
Vous lisez un « bon article » labellisé en 2018.
Les Poncas sont un peuple amérindien d'Amérique du Nord, vivant dans les États actuels du Nebraska et de l'Oklahoma.
Ils font partie de la branche des Dhegihas qui forment avec, entre autres, les Chiweres et les Winnebagos, l’ethnie Sioux. Originaires de la côte atlantique américaine, les Poncas ont migré au XVIe siècle à l'intérieur des terres pour finalement s'installer entre la Niobrara et le Missouri. Petite tribu par son nombre d'individus, les Poncas sont néanmoins entrés dans l'histoire des Amérindiens d'Amérique du Nord par l’intermédiaire d'un de leurs chefs, Standing Bear, qui, à la fin du XIXe siècle, s'opposa à la politique gouvernementale de déplacement des tribus dans le Territoire indien. En 1879, une cour de justice reconnait qu'« un Indien est un homme », ce qui permet à Standing Bear et les siens de jouir de l'habeas corpus. Une partie des Poncas suivra Standing Bear dans le Nebraska tandis que l'autre restera sur ses terres de l'Oklahoma. Ainsi, l'ethnie des Poncas forme aujourd'hui deux tribus distinctes : les Poncas du Nord et les Poncas du Sud.
Depuis les années 1980, les deux tribus essaient de renforcer leurs liens afin de faire perdurer leur culture commune.

## Étymologie
Le terme « ponca » (pon'ca en omaha-ponca) est un très vieux mot dhegiha dont la signification est inconnue des anthropologues. Ce nom est employé comme nom de clan ou de subdivision de clan dans les autres tribus dhegihas : Osage, Kansa (ou Kaw) et Arkansa (ou Quapaw) sauf chez les Omahas, ce qui laisse penser à l'anthropologue Alice C. Fletcher que les Poncas étaient un clan de la tribu Omahas avant leur séparation.

## Langue
Les Poncas parlent l'omaha-ponca, l'une des quatre langues (avec l'osage, le kanza et le quapaw) du sous-groupe des langues dhegiha. Ce sous-groupe fait lui-même partie des langues siouanes. De par leur très grande similarité, le dialecte utilisé par les Poncas et celui des Omahas sont confondus en une seule langue bien que les locuteurs de chacune des deux tribus les distinguent. C'est surtout dans le vocabulaire concernant des mots récents, arrivés avec les Européens ou bien par les innovations du XXe siècle, que la différence entre le ponca et l'omaha se fait le plus ressentir. Par exemple, pour dire « téléphone », les Poncas diront « mán anze uthín », ce qui se peut se traduire par « tapotement de métal » (à l'origine en référence au télégraphe) tandis que les Omahas diront « mónonze íutha » (le « métal parlant »). Mais en général, les locuteurs des deux tribus n'ont aucun mal à se comprendre.
L'omaha-ponca fut largement étudié au XIXe siècle par le siouaniste James Owen Dorsey, qui l'appelait Ȼegiha, mais aussi par Alice C. Fletcher et son collaborateur omaha Francis La Flesche ainsi que James Henri Howard. Tous ont fourni de nombreux ouvrages de grammaire et des dictionnaires concernant cette langue.
À l'origine, l'omaha-ponca n'a pas de forme écrite. Mais, depuis quelques années, les deux tribus ont développé une forme écrite de leur langue avec une graphie proche de celle utilisée par Fletcher et LaFlesche. Cependant, lire et écrire en omaha-ponca reste compliqué, notamment parce que les principaux textes, chants et légendes ont été rapportés à l'écrit par James O. Dorsey qui utilisait une orthographe idiosyncratique afin de transcrire au mieux la prononciation des mots. Cette orthographe est plutôt difficile à interpréter pour les néophytes.
L'omaha-ponca est une langue en danger d'extinction. Bien qu'elle soit de nouveau enseignée dans les écoles des villes où vivent les membres des tribus, au Nebraska et en Oklahoma, il n'y aurait plus que quelques dizaines de personnes pour qui elle serait la langue primaire. L'omaha-ponca n'est plus utilisée que lors des cérémonies traditionnelles, les enterrements, durant des chants ou encore les annonces de pow-wow. Mais même dans ces moments-là, les paroles prononcées en omaha-ponca sont traduites en anglais pour les non-locuteurs. L'enseignement en classe permet tout de même à la jeune génération de comprendre, sinon de parler l'omaha-ponca, mais comme langue secondaire.

## Culture

### Organisation de la société Ponca

#### Les clans
Le lignage chez les Poncas, comme pour la plupart des tribus dhegihas, est patrilinéaire. Le nom des clans remonte à un lointain passé et se donne par le père. Les représentants des clans, les chefs de lignages les plus importants, forment des conseils qui gouvernent les villages et la confédération des villages qui constitue la tribu.
La tribu se divise en clans familiaux qui ont chacun des responsabilités. Certains vont par exemple s’occuper des questions militaires, d’autres religieuses, tandis que d’autres se chargeront de la chasse au bison ou encore des récoltes.
La position hiérarchique d’une personne dépend de sa position parmi sa famille, de la position de cette famille dans le clan, et de la position du clan au sein de la tribu. En effet, certains clans sont supérieurs à d’autres et jouissent de droits et de privilèges que les autres n’ont pas.

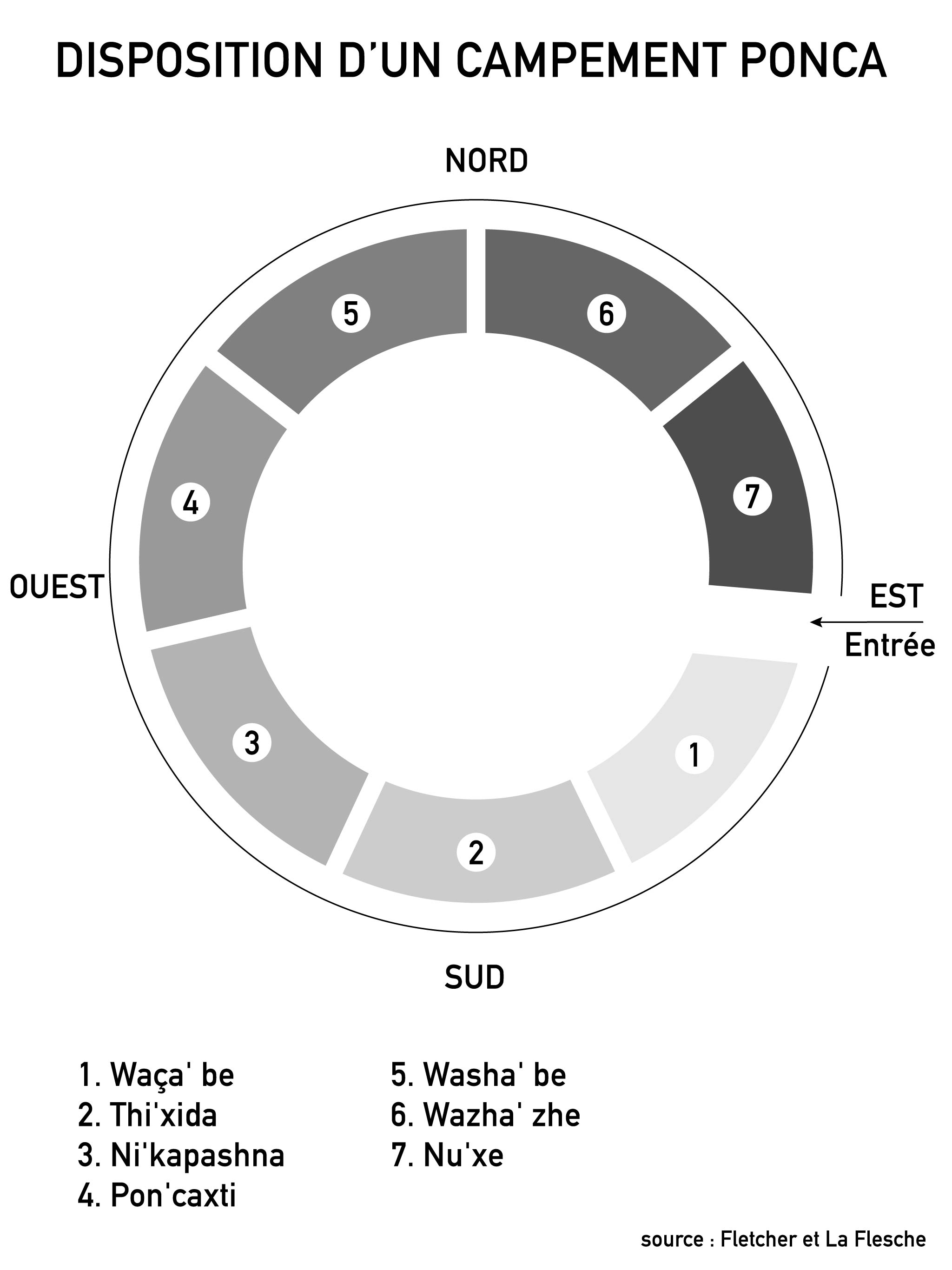
Disposition d'un campement ponca.

La tribu ponca était composée de sept clans jusqu’au milieu du XIXe siècle où le clan des Wa-ge-ziga (Withemen’s Sons, « les Fils des Blancs ») en forma un huitième.
À l'origine, comme les Omahas et les Osages, les Poncas reposent sur une organisation binaire. Les clans de la tribu se séparent en deux moitiés : la terre et le ciel. Pendant la chasse au bison, la tribu dresse deux campements distincts. Lors des cérémonies, chaque moitié s'asseyait du côté qui lui était réservé.
Le camp traditionnel Ponca s’appelle Hu-thu-gah. Il est rond et son entrée est à l’est. On y trouve :  
- les Waça' be[10] ;
- les Thi'xida (clan du sang)[11] ;
- les Ni'kapashna (clan des têtes chauves, ou des crânes), qui dirigent les conseils de guerre ;
- les Pon'caxti, (les vrais Poncas, les Poncas originaux), chargés des principales pipes sacrées[12] ;
- les Washa' be, qui est le clan dont est toujours issu le chef principal de la tribu ;
- les Wazha' zhe (référence au serpent)[13] ;
- les Nu'xe (qui signifie « glace »)[14].

Les chefs sont là pour faire respecter la loi tribale. Pour être reconnu comme un bon chef, il faut être considéré comme bon pour les personnes âgées, les orphelins et les nécessiteux.
Bien qu'il n’y ait jamais eu de femme chef depuis que les Poncas sont connus des historiens, l’histoire orale des Poncas stipule que rien n’empêche les femmes d’accéder à ce rang.

#### Répartition de la propriété

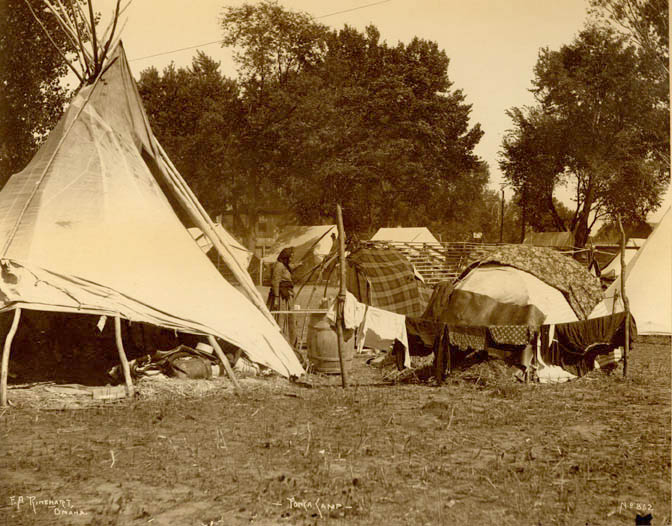
Campement ponca photographié par Frank Rinehart en 1898.

Chez les Poncas, les choses appartiennent soit à une personne, soit à la famille, ou alors à la tribu entière. Une personne peut posséder des objets : une arme, des habits… Si quelqu’un veut emprunter les affaires d’un autre, il doit le demander. Le vol est interdit.
Si les villages et les terres appartiennent à la tribu, les familles possèdent les habitations individuelles (tipis ou maisons). Si le membre d’une famille quitte celle-ci, il perd aussitôt les droits sur l’habitation familiale. Si un homme quitte sa femme, celle-ci conserve l’habitation, et inversement si c’est la femme qui quitte le foyer conjugal. À ce sujet, le divorce est très simple chez les Poncas. Il ne se décide que sur la volonté commune du couple. Les enfants peuvent vivre avec leur père, leur mère ou le grand-père maternel sauf si le père des enfants s’y oppose. L’homme et la femme ont le droit de se remarier s’ils le souhaitent.

#### Équilibre homme-femme
Le rôle traditionnel des hommes est de chasser, défendre le village, mener des guerres si nécessaire, fabriquer les armes. Les femmes sont chargées d’entretenir le camp, de coudre les habits, de cultiver les plantations, de tanner les peaux et d’élever les enfants. Avant 1750, la tribu ponca, comme beaucoup de tribus amérindiennes semi-nomades, était relativement égalitaire. Les femmes étaient propriétaires de leurs maisons et disposaient du fruit de leur labeur.
À partir de 1750, ce système connaît un changement significatif avec l'arrivée des chevaux et des armes à feu. Importé par les colons et militaires espagnols, le cheval a été très vite adopté par les Indiens des Plaines qui n'en connaissaient jusqu'alors pas l’existence. Ils deviennent très vite des cavaliers émérites. La maîtrise des chevaux coïncide avec l'achat d'armes à feu aux Blancs grâce au commerce de peaux. Ces deux éléments font basculer les tribus des Plaines d'un système principalement d'horticulteurs, à celui majoritairement de chasseurs. L'homme prend alors une place prédominante dans les tribus dhegihas par son statut de maître de la chasse. La chasse au bison se développe beaucoup plus qu'elle ne l'était auparavant.
L'utilisation des chevaux et des armes entraine dans le même temps de nombreuses guerres inter-tribales sous la forme de raids et de contre-raids incessants. Le cheval marque également l'apparition de grandes différences de richesse et de prestige au sein de la tribu. Dans ce qui était à l'origine des sociétés égalitaires, le cheval suscite la création de classes socio-économiques basées sur cette nouvelle richesse apparue.

#### Justice traditionnelle
Les Poncas possèdent un sens de la morale très développé. Peter Le Claire, un historien métis ponca-franco-canadien, a tenté de rédiger les règles dictées encore aujourd’hui aussi bien par les Poncas du Sud que du Nord :  
- n’avoir qu’un seul Dieu ;
- ne pas tuer ;
- ne pas voler ;
- être aimable avec son prochain ;
- ne pas calomnier ;
- ne pas être avare ;
- respecter la pipe sacrée.

Presque toutes les lois et les règles sont basées sur les relations familiales. Celles-ci sont centrales dans le système de justice traditionnel. C’est une notion commune aux Indiens des Plaines.
L’adultère est sévèrement puni. Comme punition, un homme ou une femme peut, pour se faire justice, tuer, scalper ou couper les cheveux de la personne qui a couché avec sa (son) concubin(e).
Le meurtre est également prohibé (hormis pour la guerre). En cas de meurtre d’un membre de la tribu, on laisse la famille se charger des représailles. Celles-ci sont souvent vite menées à cause d’une croyance qui dit que « l'esprit d'une personne assassinée hantera le peuple, et que lorsque la tribu sera à la chasse, il fera souffler le vent dans la mauvaise direction afin de trahir les chasseurs ». Très souvent, les sanctions religieuses agissent comme un puissant moyen de dissuasion à commettre des actes illégaux.

#### Les berdaches
Également les berdaches sont présents parmi les Poncas. Ni hommes, ni femmes, ils sont une particularité totalement intégrée dans la culture Ponca. Les Poncas croient qu'au moment de la puberté, la Lune apparaît aux jeunes garçons et leur propose de choisir entre un arc et la sangle qui sert aux femmes à porter leurs fardeaux. Si le garçon hésite à prendre l'arc, il reçoit la sangle, qui symbolise le style de vie féminin. Les berdaches tiennent alors le rôle d'une femme toute leur vie. Les berdaches ne prennent pas part aux combats mais ils accompagnent les guerriers pour soigner les blessés. Beaucoup servent de marieurs. Ils deviennent souvent les épouses secondaires des guerriers les plus vaillants, et certains d'entre eux deviennent des artisans de très bonne réputation dans les domaines du tannage des peaux, de la fabrication de vêtements, de la décoration à l'aide de perles ou encore la fabrication des tipis… autant de tâches traditionnellement dévolues aux femmes poncas.
Le mot berdache aurait été apporté par les Français et les Canadiens-français. Il viendrait de l'ancien français « bardache » qui est, selon le Littré, un « terme obscène signifiant mignon, giton ». Dans le Dictionnaire de la langue québécoise de Léandre Bergeron, « berdache » est un nom masculin, signifiant « moitié homme, moitié femme, - Homosexuel ». D'autres lui préfèrent le terme de bispirituel.

### Chasse, pêche, plantations
Les Poncas, comme toutes les tribus dhegihas, ont un mode vie originel semi-nomade. L’été, ils chassent le bison et l’hiver, ils pêchent le poisson dans les rivières. Les rivières auprès desquelles les Poncas vivent (Niobrara, Missouri, Platte) sont très riches en poissons : perches, carpes, poissons-chats bleus, poissons-chats à têtes plates, barbues de rivière, chevaliers de rivière, poissons buffalo… Mais les Poncas étaient à l'origine avant tout des horticulteurs. Ils font pousser du maïs, des haricots et des courges. Leurs habitations varient selon leur activité : le tipi, pour la chasse au bison, et le reste de l'année, ils vivent dans leurs villages composés de huttes en terre. Elles ont d'ailleurs sûrement été adoptées au contact des Arikaras lors de leur descente vers le Missouri au XVIIIe siècle.
La chasse au bison est dominée par les Wasabes et les Miki, qui en gèrent l’organisation et la discipline. Pour cela, ils forment une police (hunt-police ou buffalo police) chargée de faire respecter l’ordre et la hiérarchie au sein de la tribu en déplacement. Ces hommes sont recrutés dans une sorte d’aristocratie dans chaque clan. Ils réglementent la chasse et les cérémonies, préservent l’ordre dans le campement, règlent les conflits et punissent ceux qui ne respectent pas les règles. Lorsqu'ils ne chassent pas, les Poncas conservent un ou deux membres de cette police dans chaque clan.
Les clans marquent chacun leurs flèches d'un signe distinctif afin d'éviter les disputes lorsqu'il s'agit de savoir lequel d'entre eux a tiré la flèche mortelle sur le bison.

### Arts

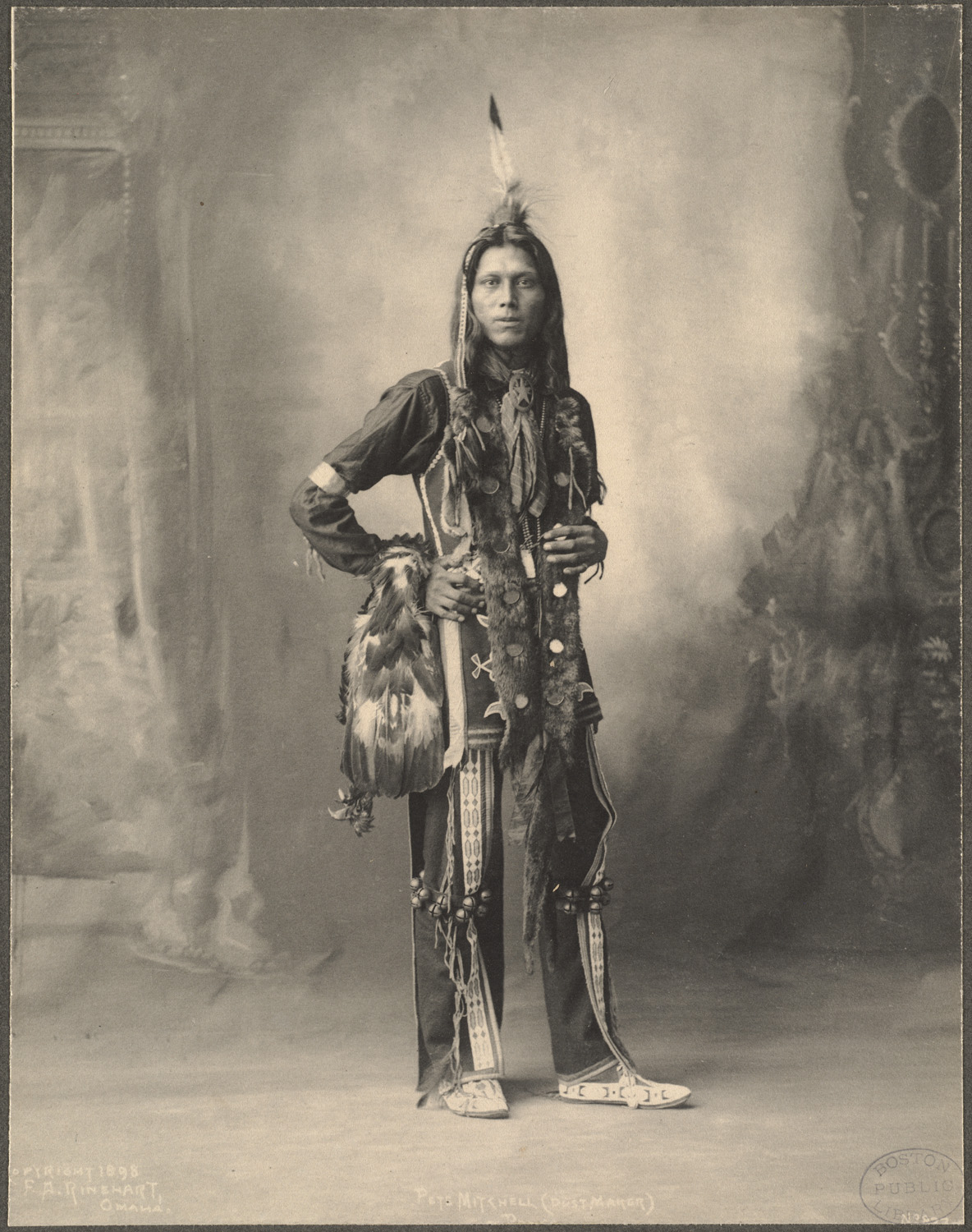
Ponca en habit traditionnel photographié par Frank Rinehart en 1898. Il est coiffé d'une plume de Pygargue à tête blanche, porte une chemise en coton, une veste perlée, des brassards en argent, une peau de loutre autour du cou et est chaussé de mocassins.

Les fouilles archéologiques de Fort Ponca ont montré que les Poncas commerçaient abondamment des produits manufacturés : poteries, pipes et disques en catlinite, meules, couteaux en os, houes, pioches, tapis de cordes, rouleaux d'écorces…
Tatouages, peintures faciales et corporelles étaient connus dans tout le monde indien pour leurs vertus protectrices. Le guerrier des Plaines y voyait aussi le moyen d’impressionner ses adversaires par un système de marquage témoignant de sa bravoure et de ses exploits. Souvent, le cheval du guerrier était décoré pour vanter ses qualités et les mérites de son cavalier. Dans les formes traditionnelles de combat, le scalp pris sur l’ennemi mort ou blessé était signe d’exploit, tout comme le vol de chevaux lui appartenant.
Mais le « coup » avait encore plus de prestige aux yeux du guerrier : chacun cherchait à toucher son adversaire du bout de son « bâton à coups », perche recourbée en crosse à une extrémité, parfois enrobée de fourrure et décorée de plumes témoignant des faits d’armes déjà accomplis. À l’âge du commerce avec les Blancs, les Indiens des Plaines se procurèrent des pointes de lances et de flèches en métal. Pour le gibier, ils utilisaient des pointes simples, solidement fixées, qui pouvaient être récupérées et réutilisées. Les armes de guerre, par contre, étaient munies de pointes « barbelées » qui se détachaient et restaient dans la blessure. Les guerriers affectionnaient aussi les armes de poing : massues, casse-tête, haches et tomahawks au manche creux qui permettaient de fumer le tabac placé dans un foyer intégré à la lame.

## Histoire

### Origines

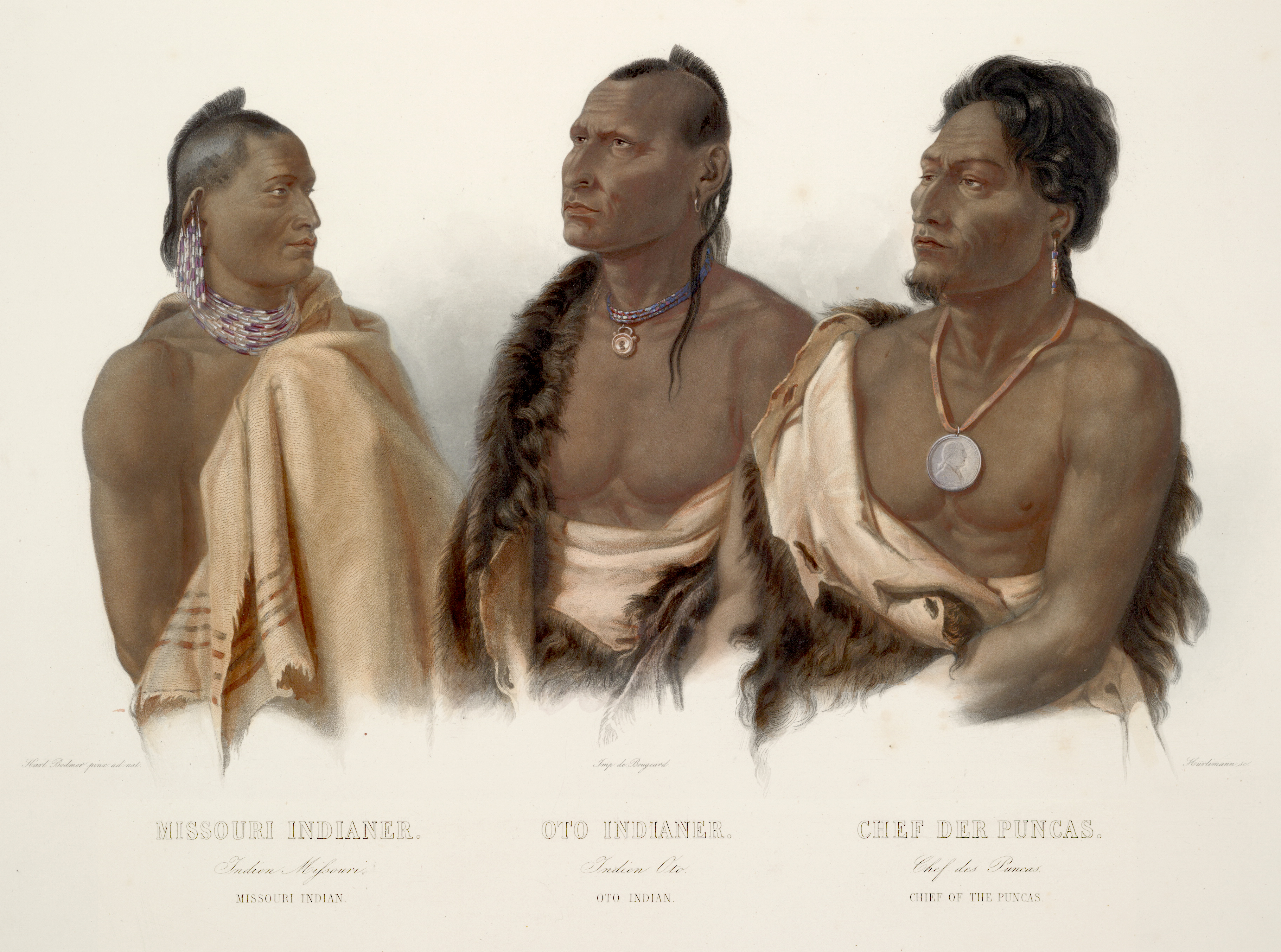
Lithographie de Karl Bodmer représentant de gauche à droite : un Missouri, un Oto et un chef ponca.

Les Poncas font partie de la branche des Dhegihas qui forment avec entre autres les Chiweres et les Winnebagos, l’ethnie Sioux. En plus des Poncas, la branche des Dhegihas est composée des tribus Omaha, Osage, Kansa (ou Kaws) et Arkansa (ou Quapaw). Avant 1500, ces tribus vivaient le long de la côte atlantique des États-Unis, en Virginie et dans les Carolines. L'anthropologue Alice C. Fletcher suppose que ses quatre tribus n'en formaient à l'origine qu'une seule tant la similarité de leur structure sociale et de leurs traditions est forte. Vers 1500, les cinq tribus migrent vers l’intérieur des terres et sont localisées à la jonction des rivières Ohio et Wabash. Ensuite les Poncas et les Omahas se séparent des autres tribus pour aller s’installer dans ce qui deviendra plus tard l’État du Minnesota.
Sous la pression des attaques des Dakotas (eux-mêmes chassés par les Ojibwés qui ont acquis des armes à feu européennes), les deux tribus doivent se déplacer pour un temps au sud-ouest du Minnesota, puis vers les Black Hills du Dakota du Sud avant d’être repoussées dans le Nebraska au XVIIIe siècle.
À cette époque, les Poncas s’installent à la jonction des rivières Niobrara et Missouri, tandis que les Omahas continuent de descendre le Missouri pour s’installer à l’est du Nebraska. En allant vers le Missouri, ils chassent les Arikaras mais retiennent de leur rencontre la technique de fabrication des huttes en terre. Le nouveau territoire ponca est borné au nord par la rivière White, à l’est par le Missouri, au sud par la rivière Platte et à l’ouest par les Black Hills. Ici, les Poncas construisent de petits villages faits de huttes en terre protégées par des palissades en peuplier de Virginie. Ils deviennent semi-nomades, vivant dans des tipis au cours de leurs chasses au bison, et dans leurs villages pendant le reste de l’année pour cultiver. Ils conservent de bons rapports avec les Omahas et commercent avec eux régulièrement. Ils ont également de rares contacts avec des marchands de fourrures Euro-Américains ou Canadiens-français.

### Guerres tribales et premiers traités avec les États-Unis
Les premiers documents historiques qui mentionnent les Poncas sont de 1804 lorsque Lewis et Clark les rencontrent en remontant le Missouri durant leur expédition vers l’océan Pacifique. Ils trouvent une tribu d’une population de 200 individus qui a subi de lourdes pertes à cause de la variole transmise par les marchands de fourrures. Les Poncas ne sont pas les seules tribus amérindiennes touchées. À cette époque les autorités espagnoles de Saint-Louis ordonnent à tous les marchands de fourrures de rentrer chez eux afin qu’ils se mettent en quarantaine. De plus les attaques sioux, surtout des Brûlés qui sont estimés à 4 000 individus dont 800 guerriers, sont régulières et continuent de décimer la tribu. En 1824, tous les chefs poncas sont tués en une seule attaque par leurs ennemis Lakotas.
En 1817 et 1825, les Poncas signent des traités de paix et d’amitié avec le gouvernement des États-Unis. Mais les attaques des Brûlés se poursuivent. Pire, les Sioux se déplacent et s’installent le long de la rivière White, ce qui coupe l’accès aux Poncas vers leurs traditionnelles terres de chasse aux bisons. Les Poncas, qui se nourrissent essentiellement de viande de bison et dont l’économie repose beaucoup sur la vente de peaux, sont affamés.
Dans les années 1840, ils se dispersent dans l’Ouest, le long de la rivière Niobrara et disparaissent des documents historiques euro-américains. Ils n’ont que quelques contacts avec les Blancs, par l’intermédiaire de rares marchands et d’une visite du père Pierre-Jean De Smet en 1848.

### Première réserve
En 1854, lors du traité entre les Omahas (qui sont ethniquement très proches des Poncas et avec qui ils entretiennent de nombreux rapports) et le gouvernement des États-Unis, les terres aux bords de la rivière Niobrara où vivent les Poncas sont incluses par inadvertance dans la cession que prévoit l’accord. Les terres sur lesquelles habitent les Poncas ne leur appartiennent plus et sont donc ouvertes à la colonisation des Euro-Américains.
La première implantation des Blancs sur le territoire ponca se fait deux ans plus tard avec la fondation de la ville de Niobrara. Un petit fort et plusieurs autres constructions sont bâtis. Durant l’hiver 1856-1857, prenant cet acte comme une invasion, les Poncas brûlent la petite colonie sauf le fort. Mais l’été suivant, des habitations apparaissent de nouveau. Les Poncas continuent de harceler les colons en détruisant leurs propriétés jusqu’à la signature d’un traité en 1858 établissant une réserve pour les Poncas entre la Niobrara et le Missouri. Ils obtiennent également lors de ce traité 30 ans d’annuités, des maisons en bois, des manuels d’enseignement sur l’agriculture, la mécanique et le bricolage, la fabrication d’un moulin et les services d’un meunier, d’un réparateur pour le moulin et enfin d’un interprète. Ces frontières changent en 1865 pour inclure des cimetières tribaux omis dans le précédent traité.
Finalement, les Poncas sont contraints de vivre sur un territoire réduit à 38 850 hectares entre la Niobrara et le Missouri. Au regard de leur territoire originel, cette réserve limite fortement l’espace de vie des Amérindiens mais le gouvernement leur assure en échange une protection militaire en cas d’attaque ou de raid des tribus ennemies, notamment des Lakotas (Sioux).
Les neuf clans poncas se répartissent dans trois villages à l’est de la réserve. Dans les années 1865-1866, les Poncas jouissent de deux bonnes récoltes. En plus des contreparties reçues lors du traité (maisons en bois, méthodes agricoles), ils s’imprègnent de plus en plus de la culture euro-américaine par l’intermédiaire de missionnaires présents dans la réserve. Les enfants vont à l’école de la Mission et se christianisent petit à petit en assistant à la messe à l’église épiscopale. Un missionnaire résidant dans la réserve, James Owen Dorsey, décrit les Poncas comme sobres, d’un caractère honnête et très désireux d’apprendre.
Seulement en 1868, le Congrès américain décide d’inclure la terre des Poncas dans la Grande Réserve sioux. On ne sait pas exactement si cette décision est une erreur, un oubli, ou alors si elle est le fruit d’une fraude, ou d’un signe d’apaisement envers les puissantes bandes lakotas. Toujours est-il que l’erreur n'a jamais été entièrement corrigée.
Cela permet plus facilement aux Lakotas d’attaquer les Poncas. La protection militaire promise par les anciens traités n’est que symbolique et ne permet pas de protéger efficacement les Poncas qui se font même attaquer pendant qu’ils travaillent leurs champs. La tribu passe les huit années suivantes à repousser les attaques sioux et à convaincre Washington qu’elle a commis une erreur.
Les récoltes sont également un autre souci. Après les deux bonnes récoltes de 1865 et 1866, les Poncas connaissent plusieurs années de disette. Comme chez les propriétaires blancs qui vivent autour de leur territoire, leurs récoltes sont souvent marginales à cause de la pauvreté de la terre et des attaques de sauterelles. Mais contrairement aux Blancs qui peuvent aller plus loin pour trouver de meilleures terres, les Poncas sont limités à leur réserve et des cas de malnutrition se développent.

### Déplacement vers le Territoire indien

#### Une mésentente préjudiciable
En 1875, les raids Sioux sont devenus tellement invivables que les Poncas font parvenir, via le Bureau des affaires indiennes, une demande de déplacement de la tribu chez leurs cousins et amis Omahas.
En 1876 les chefs poncas, dont Standing Bear, signent un accord avec Washington qui engage le transfert de la tribu dans le « Territoire indien ». Seulement, il y eut une énorme mésentente entre les deux parties. Le « territoire indien » en question est le nom qu’a donné le gouvernement à une immense région de l'Oklahoma où sont déportées nombre de tribus amérindiennes. Les Poncas sont totalement indignés lorsqu’ils comprennent que l’accord ne parlait pas de la réserve Omaha qu’ils espéraient.

#### Le déplacement

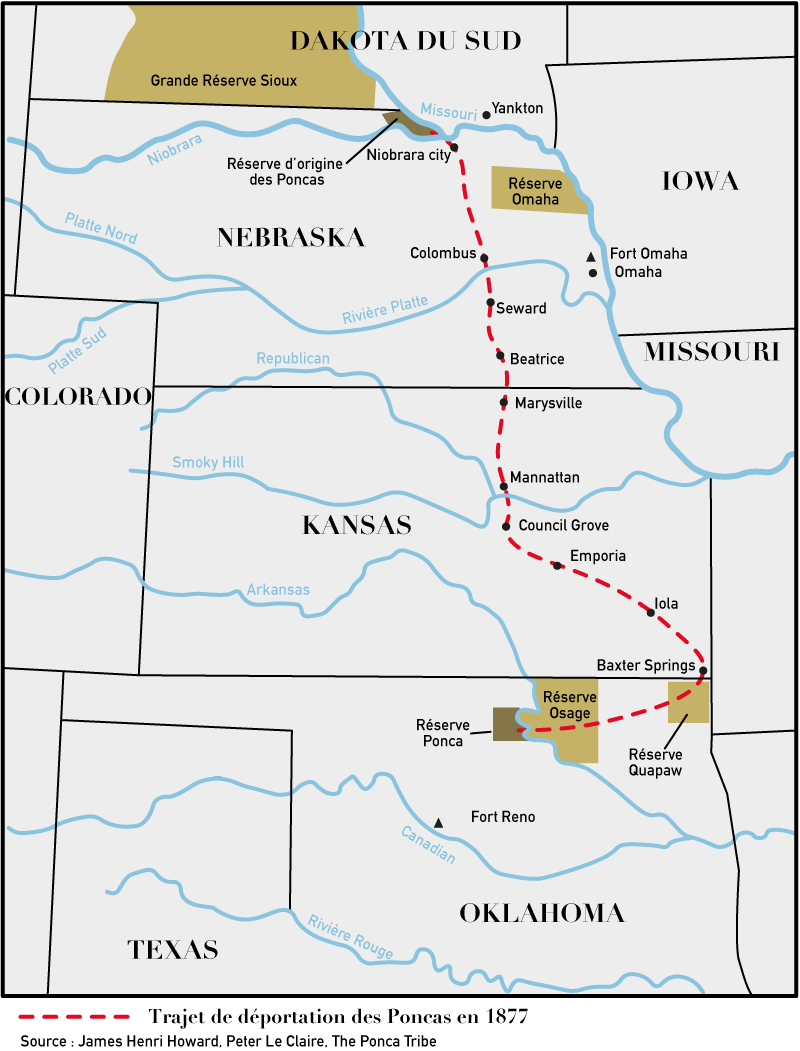
Trajet de déportation de Standing Bear et des Poncas en 1877.

Standing Bear s’oppose fortement à l’inspecteur de l’Agence indienne, Edward Kemble, qui est chargé de gérer le déplacement de la tribu dans le Territoire indien. Il obtient de Kemble de pouvoir aller inspecter le futur territoire avec neuf autres chefs de la tribu. En février 1877, Standing Bear et les autres chefs poncas arrivent dans le Territoire indien. Ils sont très vite effarés de ce qu’ils voient : un sol pauvre et caillouteux travaillé vainement par des Amérindiens affaiblis et sales. Sur place, certains Osages les avertissent de la mauvaise qualité des terrains. Ne voulant pas en voir plus, Standing Bear et ses pairs demandent à l’inspecteur Kemble et à l’agent James Lawrence de pouvoir rentrer chez eux. Les deux fonctionnaires les obligent cependant à choisir un morceau de terre où ils devront bientôt vivre. Les visiteurs laissent sur place deux des leurs qui sont trop âgés pour faire les 1 000 kilomètres du retour à pied.
Le 7 mars, ils arrivent dans la réserve oto, très fatigués et les pieds en sang. Puis le 12 mars, ils atteignent la réserve Omaha. Chez les Omahas, ils ont l'occasion d’envoyer un télégramme au Président des États-Unis et Standing Bear écrit dans plusieurs journaux (Sioux City Daily Journal, Niobrara Pioneer…) pour dénoncer la situation de son peuple. Une fois rentrés chez lui, il essaie de convaincre son peuple de ne pas céder face aux Blancs et de refuser le déplacement.
Si Standing Bear convainc une majorité de son peuple, près de 170 Poncas décident de partir pour le Territoire indien au mois d’avril 1877. Début mai, quatre compagnies de soldats sont envoyées pour forcer les 523 Poncas restants à faire le voyage.
La tribu laisse sur place tout ce qu’elle ne peut pas emporter. Les femmes poncas mariées à des hommes omahas ou yanktons doivent abandonner leur famille et aller vivre dans la tribu de leur mari. Une fois la caravane partie pour le transfert, les trois villages poncas sont rasés sur les ordres de l'inspecteur et de l'agent. 236 maisons, ainsi que toutes les granges et dépendances, le moulin à farine, la scierie et l'atelier de forgeron, même l'église et l'école sont démolis. Le seul bâtiment laissé intact est l'agence du Bureau des affaires indiennes.
Sur leur chemin, l'un des chefs de la tribu Omaha, Joseph LaFlesche, et sa fille Susette Bright Eyes La Flesche leur rendent visite pour les soutenir et s’aperçoivent que les Poncas sont épuisés. Reconnues par les militaires, les deux personnalités omahas doivent quitter les Poncas. Mais cette rencontre est décisive pour la suite. Elle pousse Susette Bright Eyes La Flesche, diplômée de l’Elizabeth Institute for Young Ladies, à défendre la cause des Amérindiens parmi les intellectuels euro-américains.
De nombreux Poncas meurent tout au long de la route que les Poncas contemporains appelleront la « piste des larmes » (the Ponca Trail of Tears). Le 5 juin, la fille de Standing Bear, Prairie Flower, meurt d'épuisement et de maladie. Une fois arrivés à destination, l’inspecteur Howard, qui a remplacé Kemble et qui a escorté les Poncas, écrit à son supérieur le Commissaire Smith « qu’une grande mortalité au sein de la tribu allait sûrement suivre ». En effet, à la fin de l’année 1877, 158 membres de la tribu sont morts. Dans les deux années suivantes, un tiers de la tribu meurt de maladie.

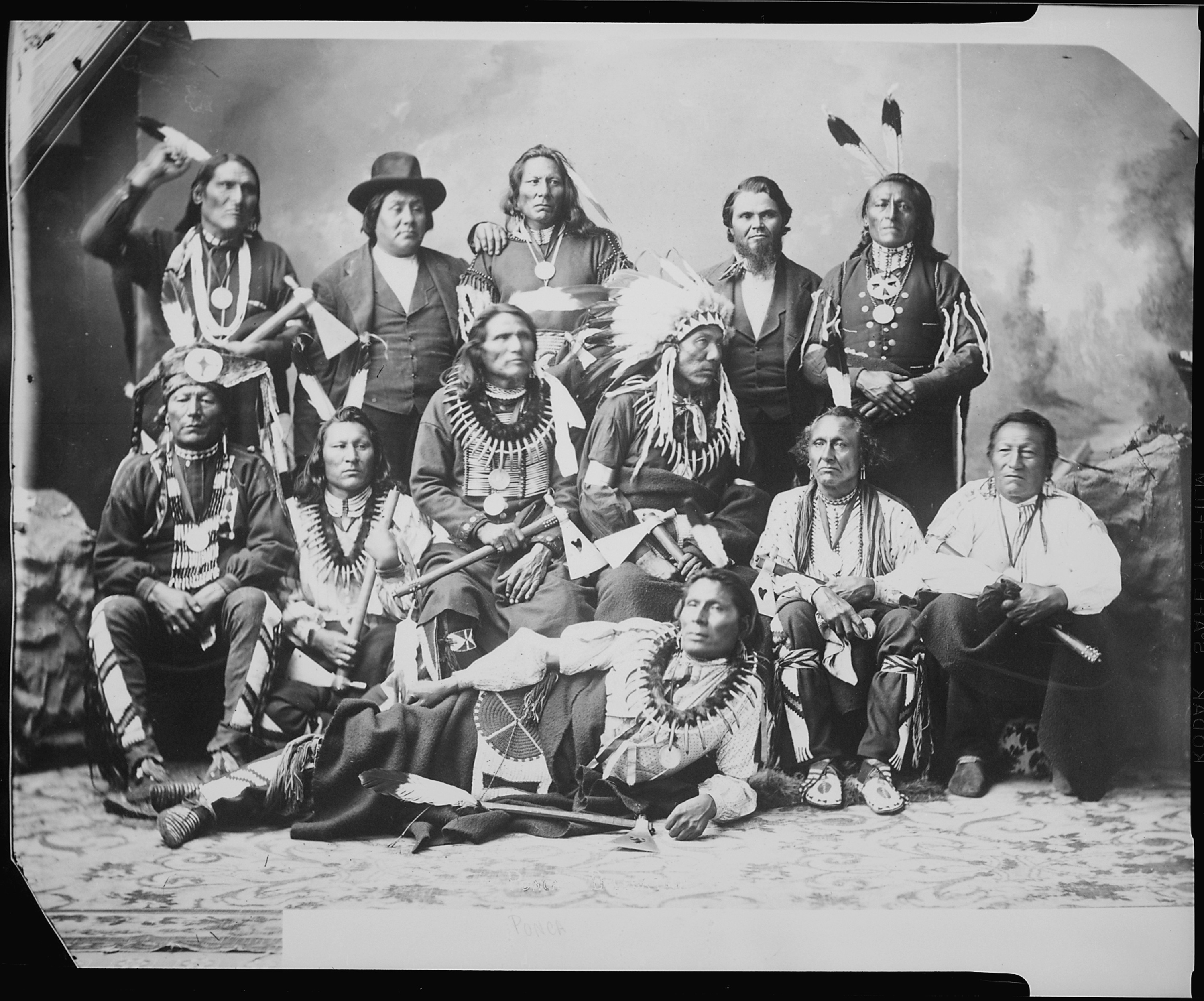
Délégation ponca envoyée à Washington le 14 novembre 1877.
Au premier plan, de gauche à droite : Black Crow, Big Elk, Standing Bear, Standing Buffalo Bear, White Swan, Smoke Maker. En arrière plan, de gauche à droite : Big Snake, Baptiste Barnaby, White Eagle, Charles LeClaire, The Chief. Allongé au premier plan : Hairy Grizzly Bear.

En novembre 1877, Standing Bear, White Eagle et d’autres chefs se rendent à Washington. Ils rencontrent le président Hayes et le nouveau Commissaire aux affaires indiennes, Ezra Hayt. Ceux-ci promettent aux Poncas l’attribution de nouvelles terres. Seulement aucun fond n'est débloqué pour mettre en place un quelconque déplacement de la tribu. La situation devient très difficile. Les Poncas ont beaucoup de mal à cultiver leur mauvaise terre, et les chevaux ainsi que le bétail meurent petit à petit. Cela participe à l’augmentation de la mortalité dans la tribu, surtout chez les enfants.

#### La fuite de Standing Bear
Durant l´hiver 1878, Bear Shield, le fils de Standing Bear tombe malade et meurt alors qu’il n’est âgé que de 16 ans. Ayant promis à son fils d’être enterré parmi ses ancêtres près de la Niobrara et n’en pouvant plus de cette situation invivable, Standing Bear décide de partir du Territoire indien pour revenir sur ses terres natales. Patiemment, il réunit vivres, chevaux, argent et part au début de l’année 1879 avec une petite troupe composée d’hommes, de femmes et d’enfants.
En voulant rejoindre leur ancien territoire, Standing Bear et sa troupe s’arrêtent dans la réserve omaha où ils sont accueillis et une nouvelle fois soutenus par le chef Joseph LaFlesche. Celui-ci leur offre l’hospitalité pour aussi longtemps qu'ils le désirent.
Seulement, le gouvernement considère cette sortie du Territoire indien comme un délit et Standing Bear est arrêté, avec ceux qui l’ont suivi, dans la réserve. Le général George Crook est chargé d’arrêter les fugitifs et de les incarcérer au fort Omaha, avant qu’ils ne soient ramenés dans le Territoire indien.

### United States ex rel. Standing Bear v. Crook

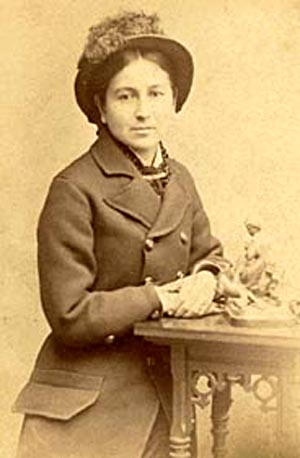
Susette La Flesche.

Joseph et Susette La Flesche arrivent à s’entretenir avec le général Crook, pour défendre la cause de leurs amis. En empathie avec Standing Bear et la situation dans laquelle se trouve son peuple, Crook parvient à différer leur départ et en profite pour prévenir le jeune éditeur du Omaha Daily Herald (Nebraska) Thomas H. Tibbles. Celui-ci rend compte publiquement dans son journal de la situation des Poncas.
Tibbles ne s’arrête pas là, il demande à l’avocat John Lee Webster de défendre le peuple de Standing Bear en essayant de faire valoir leurs droits, qu’ils ne peuvent pour l’instant pas revendiquer car ils ne sont pas considérés comme des citoyens américains. Webster se fait assister d’Andrew Jackson Poppleton afin d’être le porte-parole de la cause ponca. Une pétition est mise en place pour demander l’habeas corpus pour la tribu de Standing Bear.
Grâce au travail de Susette La Flesche, Thomas Tibbles, John Lee Webster et de Poppleton, le juge Dundy émet l’ordonnance d’habeas corpus pour Standing Bear et les siens le 8 avril 1879.
Le 10 avril, le procureur de district rejette ce jugement considérant que « ... Indiens se tiennent comme des pupilles du gouvernement, et sont soumis aux mêmes relations avec le gouvernement que des mineurs à leurs parents ... » Le 1er mai, le juge Dundy décide d’organiser le procès United States ex rel. Standing Bear v. Crook (Crook est cité dans l'accusation car les Poncas n'ayant aucun droit, il est considéré comme leur responsable aux yeux de la loi) pour déterminer si oui ou non, les Amérindiens peuvent réclamer l’habeas corpus.

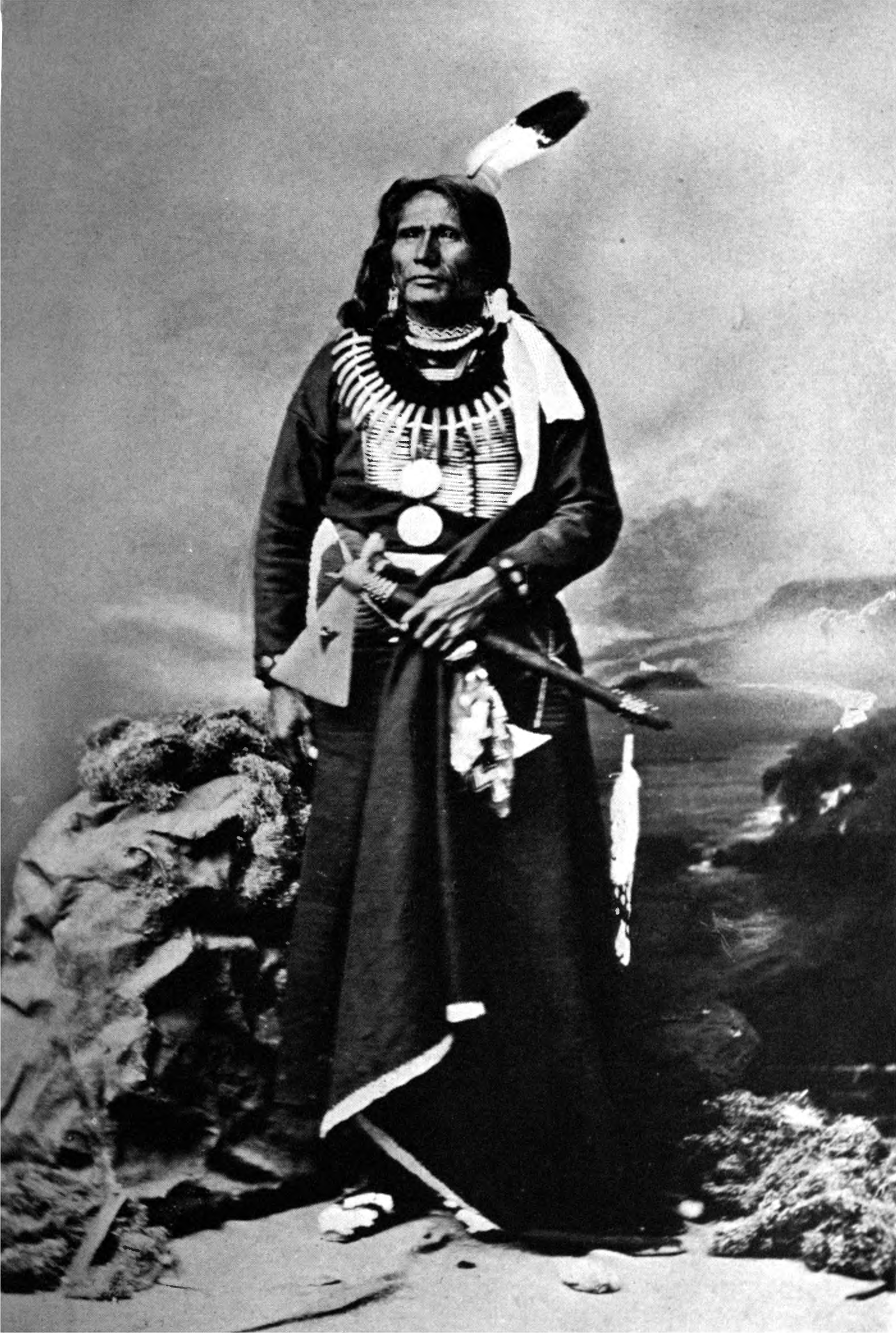
Standing Bear, chef des Poncas.

Au début du procès, comme Standing Bear ne parle pas anglais, un interprète est mis à disposition de la cour pour traduire ses propos. L’interprète n’est pas un Amérindien et ne traduit pas tout ce qui se dit dans le procès. Standing Bear se sent mal à l’aise de ne pas tout comprendre ce qui se passe et de ne pas pouvoir pleinement s’exprimer. Thomas Tibbles fait savoir cette frustration au juge Dundy et permet à Susette La Flesche, qui est parfaitement bilingue et empreinte des deux cultures omaha et euro-américaine, de traduire pour Standing Bear. Le chef ponca peut désormais faire valoir sa propre éloquence à travers Susette La Flesche. Il émeut l’assistance par ses paroles. Une de ses plus célèbres interventions durant le procès et lorsqu’il montra sa main au juge et lui dit :

« Cette main n’est peut-être pas de la même couleur que la vôtre mais si je la perce je vais ressentir la douleur. Si vous percez votre main, vous sentirez aussi la douleur. Le sang qui coulera de la mienne sera de la même couleur que celui qui coulera de la vôtre. Je suis un homme. Le même Dieu nous a créés. »

Le 12 mai 1879, le juge Dundy rend son jugement et considère qu’un Amérindien est une personne, qu’aucune autorité n’existe pour renvoyer les plaignants dans le Territoire indien, que les Amérindiens ont le droit inaliénable à la vie, à la liberté et la poursuite du bonheur ; enfin, que les Poncas doivent être libérés sur le champ.
Standing Bear se lia d’amitié avec Thomas Tibbles et Susette La Flesche (qui allait devenir la femme de Thomas). Il participe avec eux deux et Francis La Flesche à une tournée de conférences dans tous les États-Unis afin de défendre la cause amérindienne. Susette traduit les propos de Standing Bear qui relate son histoire et les conditions dans lesquelles vit son peuple. En passant par Boston, Pittsburgh, New York, Chicago et Washington, ils obtiennent beaucoup de succès et ils arrivent à rallier à leur cause de nombreuses sommités telles que le sénateur Henry L. Dawes, l'écrivaine Helen Hunt Jackson ou encore l'archéologue Alice Cunningham Fletcher. Ces personnes, influencées par les propos de Standing Bear, vont fonder plusieurs organismes comme le Boston Indian Citizenship Commitee et l’Indian Treaty Keeping.
À la fin de la tournée, en 1881, il revient vivre parmi son clan le long de la rivière Niobrara où il meurt en 1908.

### Effet du jugement

#### Un acte symbolique
Ce jugement est considéré comme le premier acte de la fondation de la citoyenneté des Amérindiens aux États-Unis.
Seulement, il faudra attendre 1881 avant que le gouvernement accepte pleinement la décision de la Cour. La même année, le Congrès reconnait officiellement le tort qu’ont subi les Poncas dans le traité de fort Laramie. 10 520 hectares sont remis aux Poncas et 165 000 $ leur sont donnés en guise de réparation. Cinq mois plus tard, les Sioux renoncent à leur revendication sur le territoire le long de la Niobrara.

#### La séparation des Poncas

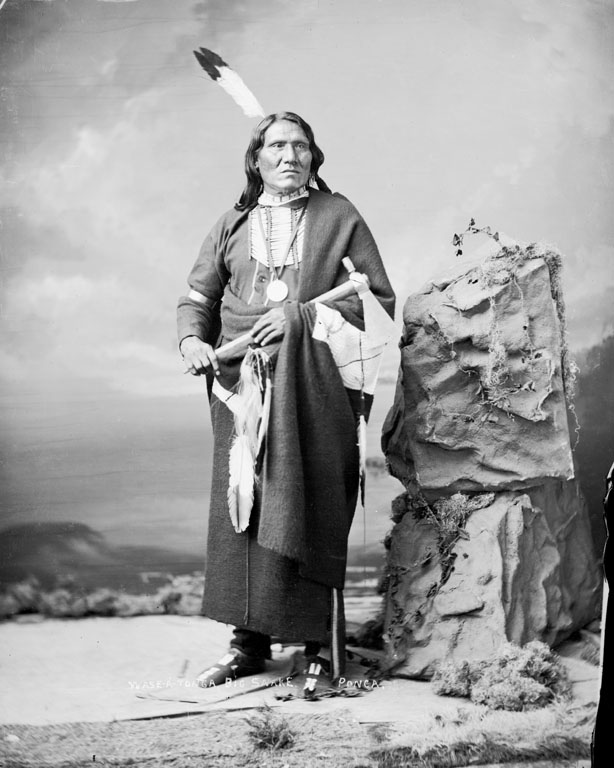
Big Snake, frère de Standing Bear.

Entre-temps dans le Territoire indien, Big Snake, le frère de Standing Bear est abattu à la suite, selon les Poncas d’aujourd’hui, d'une arrestation arbitraire qui aurait dégénéré. Lui reprochant d’être sorti de la réserve ponca de l’Oklahoma pour aller dans celle des Cheyennes sans accord des autorités, les agents de la réserve l’ont interpellé. Enorgueilli de la victoire judiciaire de son frère, il aurait vivement protesté et ils l’auraient arrêté. Il serait mort durant une bagarre qui aurait éclaté dans les locaux de l’agence fédérale.
La mort de Big Snake freine l’enthousiasme des autres Amérindiens. Malgré la possibilité qui leur était donnée de retourner au Nebraska, une majorité de Poncas choisit de vivre dans le Territoire indien où ils reçoivent maintenant un meilleur traitement, et où ils se sont résolus à vivre. Cependant, Standing Bear et ses partisans choisissent de vivre sur la terre de leur ancienne réserve.
Les Poncas se trouvent depuis ce jour divisés en deux tribus distinctes : les Poncas du Sud (South Poncas, ou Hot-Country Poncas en anglais, Maste-Ponka en ponca) et les Poncas du Nord (North Poncas ou Nebraska Poncas, Osni-Ponka en ponca).

## Les Poncas du Nord
Dans les années 1890, les Poncas du Nebraska, les Osni-Ponkas, sont victimes de l’effet néfaste du Dawes Act. Cette loi permet une répartition individuelle des terres des réserves indiennes à chaque membre de la tribu qui y habite. Désirée par des militants de la cause amérindienne comme Susette La Flesche Tibbles ou Alice C. Fletcher et portée par un sincère et fervent défenseur de cette cause, Henry L. Dawes, la loi Dawes a eu pourtant un effet contraire à son but d’origine. Les activistes de la cause amérindienne pensent que donner des terres avec un acte de propriété à chaque famille indienne leur permettrait d’être mieux reconnue aux yeux de la loi. Les terres des réserves, alors gérées en commun par les membres des tribus, sont donc divisées en plusieurs lots. Les chefs de familles reçoivent 160 acres chacun (soit 65 hectares), les célibataires de plus de 18 ans reçoivent 80 acres (32 hectares) et les mineurs 40 acres (16 hectares).
Seulement, ce système isole les Amérindiens, et ceux-ci sont seuls face aux spéculateurs fonciers et aux fermiers blancs qui désirent acheter ces terres. La structure des tribus s'est affaiblie, les Amérindiens nomades n’ont pas su s’adapter à un mode de vie de fermier sédentaire et d’autres ont été expropriés ou ont subi une forte hausse des taxes foncières. Au cours des années suivant le Dawes Act, les Amérindiens vivant sur leurs terres ont souffert de maladies, de pauvreté et de dépression.
Le statut de tribu des Poncas du Nord s’érode au fil des décennies. De 1945 à 1966, les Osni-Poncas, comme d’autres tribus, souffrent de la politique indienne d'assimilation, grande politique gouvernementale d’assimilation des Amérindiens, qui s’achève par la fin de la reconnaissance des Poncas du Nebraska comme tribu amérindienne. Le Congrès décide en 1962 que les Poncas du Nord seront une des tribus assimilées. Huit ans après, les Poncas sont considérés comme tels et ne peuvent plus revendiquer le statut de tribu. Ce qui signifie que ce qui reste des terres mises en commun pour la tribu ne lui appartient plus.

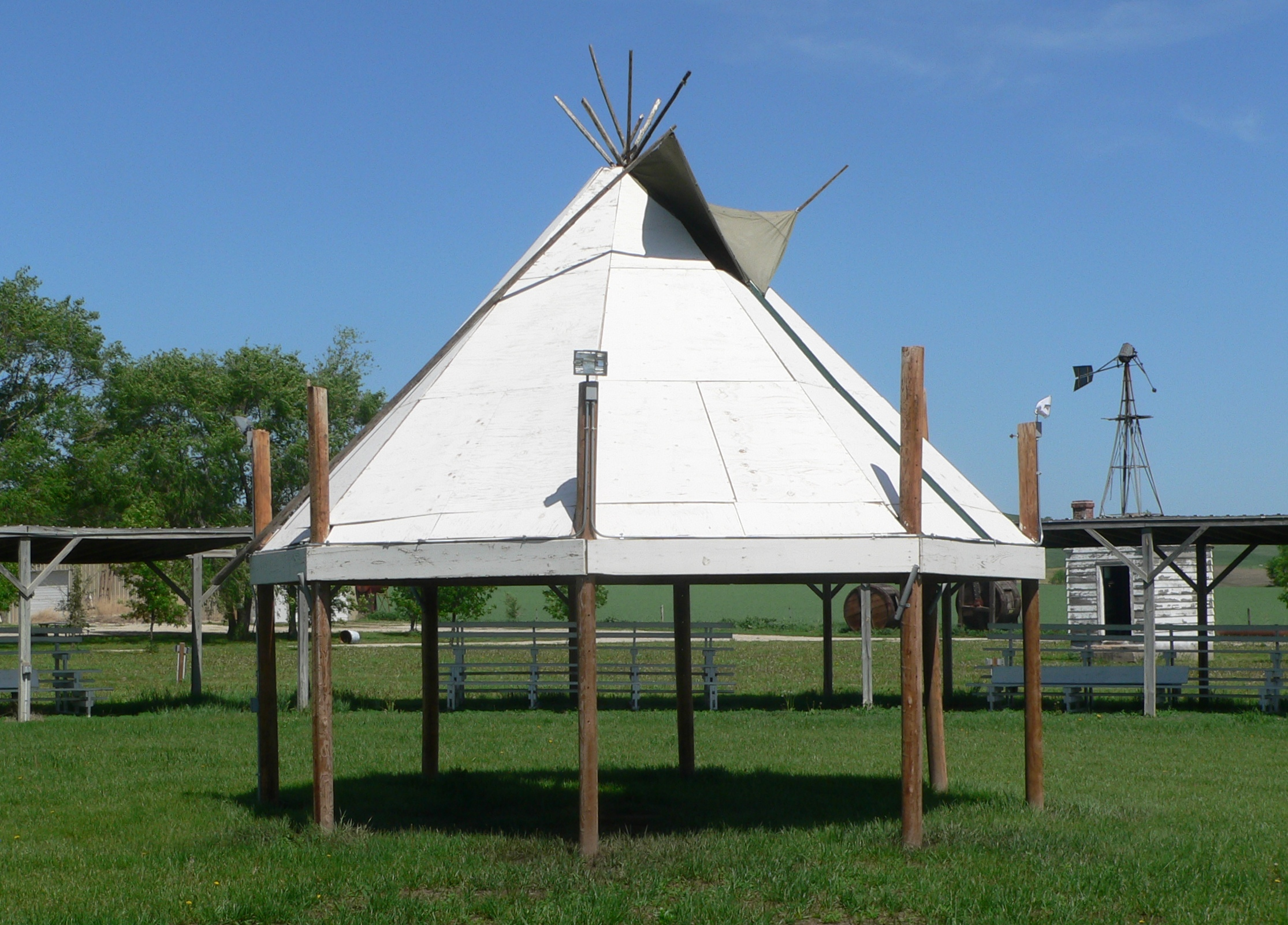
Lieu de pow-wow sur le territoire des Poncas du Nord.

S’ensuit un long parcours de reconnaissance à travers la création de partis politiques pan-indianistes comme l'American Indian Movement. Et en 1990, les Poncas du Nebraska sont de nouveau rétablis dans leur statut de tribu indienne grâce au Ponca Restoration Act signé par le Président George H. W. Bush. Toutefois, entre-temps, une grande partie de l’héritage culturel de la tribu s’est perdu.
En vertu de la loi sur la réintégration des tribus indiennes, les propriétés foncières de celles-ci ne peuvent dépasser 1 500 acres (600 hectares) et ne peuvent être utilisées comme lieu de résidence. Les Poncas du Nord possèdent, en 2014, une terre de 180 acres (73 hectares) où se trouvent un petit troupeau de bisons, des espaces de pow-wow, des habitations traditionnelles en terre à des fins pédagogiques et cérémonielles.
L'effectif de la tribu est estimé à 4 100 individus. Le siège social de la tribu et la Maison de la communauté ponca se trouvent à Niobrara dans le Nebraska.
En 2017, les Poncas de Nebraska participent, avec les tribus Yanktons et des associations écologistes, au grand mouvement de protestation contre l'oléoduc Keystone. Une bataille menée devant la justice et aussi par le biais de manifestations diverses comme des marches civiques. Ce projet d'oléoduc, hormis les risques écologiques possibles à cause de fuites ou d'incendies, traverse le territoire du Trail of Tears, lieu historique et sacré de l'histoire des Poncas.

## Les Poncas du Sud

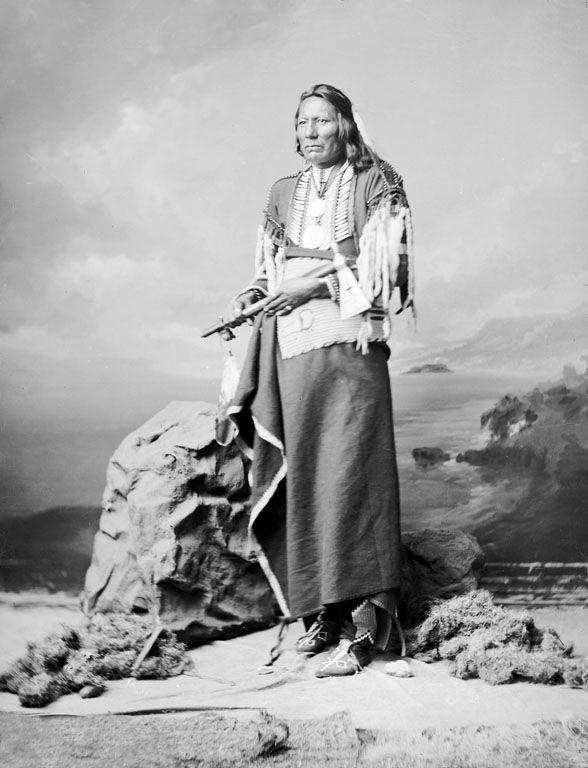
White Eagle.

White Eagle, le principal chef des Poncas du Sud, s’installe avec les siens sur une terre de 40 870 hectares qui deviendra plus tard les comtés de Kay et Noble. Dans les années 1890, les Poncas du Sud, ou Maste-Ponka, souffrent tout comme ceux du Nebraska du Dawes Act. De nombreuses terres poncas sont louées ou rachetées par les frères Miller pour leur 101 Ranch Wild West Show, sorte de grand parc où était jouée l’histoire de la conquête de l’Ouest américain, à l’instar des spectacles de Buffalo Bill. La perte de ces terres entraîne le délitement de la structure tribale des Poncas et accélère leur assimilation à la culture euro-américaine. De plus, les agents de la réserve et les missionnaires les incitent à abandonner leur danses traditionnelles, leurs mariages tribaux et leurs coutumes religieuses.
De nombreux colons s’installent dans l’Oklahoma. En 1893, Ponca City est fondée par Burton Barnes sur une ancienne terre ponca, près de la rivière Arkansas.
En 1911, E.W. Marland découvre du pétrole dans le sous-sol d’un terrain loué à un membre de la tribu ponca nommé Willie Cries. Commence une nouvelle ère pour les Poncas et tous les Amérindiens vivant dans l’Oklahoma. Les Blancs arrivent par milliers et spolient les terres amérindiennes. Les compagnies pétrolières déversent leurs eaux usées dans les rivières et empoisonnent tous les cours d’eau. Tout cela tend à détériorer toujours plus les conditions de vie des Poncas du Sud qui abandonnent presque définitivement leur mode de vie en communauté traditionnel.
Les Maste-Ponkas continuent tout de même à cultiver leurs plantations. Certains rejoignent le 101 Ranch Wild West Show qui est pour eux une façon de rejouer leur ancien mode de vie. L’introduction dans l’Oklahoma de la religion peyote permet aux Poncas d’établir leur propre version du christianisme. D’ailleurs, ce sont deux Poncas du Sud, Franck Eagle et Louis McDonald, qui sont à l’origine de la Native American Church en 1918.
En 1919, d’anciens combattants sud-poncas de la Première Guerre mondiale forment un groupe appelé Buffalo Post 38. Cet organisme relance les pratiques traditionnelles liées à la guerre telles que la danse de la guerre (Heluska). Danser est resté un des modes d’expressions centraux de la culture traditionnelle Ponca. Dans tout l’Oklahoma, les Poncas sont connus pour leurs chants et leurs danses. Leur contribution au développement de la culture pow-wow dans les plaines du Sud est très importante. En 1926, Gus McDonald est couronné premier champion du monde de danse folklorique. Depuis, les Poncas ont l'honneur d'organiser les championnats du monde chaque année. Le pow-wow annuel ponca, le plus ancien des États-Unis, a lieu chaque mois d’août.
Dans les années 1950, comme leur permet l’Oklahoma Indian Welfare Act de 1936, les Poncas de Sud élisent un gouvernement tribal qui siège à White Eagle, à quelques kilomètres au sud de Ponca City. En 1961, Clyde Warrior, un activiste ponca, fonde le National Indian Youth Council. Le combat de Warrior pour l’autodétermination tribale a ouvert la voie à une nouvelle génération de militants amérindiens dans les années 1960 et 1970.
La politique tribale ponca au cours des années 1970 et 1980 est assez tourmentée. Les accusations de fraude et de mauvaise gestion ont conduit à de nombreuses évictions de fonctionnaires au sein du comité des affaires tribales, l'organe directeur de la tribu.
Lorsque le gouvernement fédéral a réduit le financement tribal dans les années 1980, le comité a commencé à développer le marché des jeux de hasard pour augmenter ses revenus. Dans les années 2010, le jeu indien est l'une des questions les plus litigieuses entre l'État d'Oklahoma et la communauté ponca.
En 2010, la tribu ponca de l’Oklahoma gagne une affaire de droit majeure contre les raffineries de pétrole et se fait rembourser les dommages faits à leurs terres.
En 2017, la communauté ponca du Sud est estimée à 3 522 individus.

## Relations entre Poncas du Nord et Poncas du Sud
Les relations entre les Poncas de l'Oklahoma et les Poncas du Nebraska s’améliorent après la restauration de la reconnaissance de ces derniers par le gouvernement américain. Depuis lors, les deux ont collaboré sur de nombreuses questions, comme le rapatriement des restes humains et des objets. Un des plus grands défis auxquels sont confrontées les deux communautés poncas est le maintien de leur langue.

## Démographie
| Année       | Poncas du Nebraska | Poncas de l'Oklahoma | Total | Remarques                                                                                       |
| ----------- | ------------------ | -------------------- | ----- | ----------------------------------------------------------------------------------------------- |
| 1750        | NC                 | NC                   | 3 000 |                                                                                                 |
| 1780        | NC                 | NC                   | 800   | Épidémie de variole                                                                             |
| 1800        | NC                 | NC                   | 200   | Épidémie de variole                                                                             |
| 1829        | NC                 | NC                   | 600   |                                                                                                 |
| 1842        | NC                 | NC                   | 800   |                                                                                                 |
| 1906        | 263                | 570                  | 833   | Séparation de la tribu                                                                          |
| 1910        | 193                | 619                  | 812   |                                                                                                 |
| 1937        | 397                | 825                  | 1 249 |                                                                                                 |
| 1980        | NC                 | NC                   | 2 100 | Mouvement de fierté, accroissement de la population, avantages fiscaux à se déclarer Amérindien |
| Années 2000 | 3 500              | 2 549                | 6 049 |                                                                                                 |
| 2017        | 4 100              | 3 522                | 7 622 |                                                                                                 |

## Personnalités poncas
- Standing Bear, chef et défenseur des droits des Amérindiens
- Paladine Roye, peintre, 1946–2001
- Ponka-We Victors, législateur démocrate du Kansas
- Clyde Warrior, militant pour l'auto-détermination des Amérindiens
- Tommy Morrison, ancien boxeur poids lourd, acteur dans le film Rocky V
- Carter Camp, leader de l'American Indian Movement

## Pour approfondir